# BAM15 (протонофор)
BAM15 является липофильным слабокислотным искусственным протонофором разобщителем, который действует подобно митохондриальным разобщающим белкам. В опытах in vitro он продемонстрировал способность вызывать максимальное митохондриальное дыхание в широком диапазоне доз (0.1–50 μM), не вызывая деполяризации плазматической мембраны и респираторного коллапса, а также способность в опытах in vivo защищать мышей от острого повреждения почек, вызванного ишемией-реперфузией. Индуцируемое BAM15 разобщение связано с активностью транслоказы адениновых нуклеотидов Решающее значение для разобщающей активности BAM15 играют фуразановые, пиразиновые и анилиновые кольца, а также его константа кислотности pKa (7.5)
При пероральном приёме BAM15 помогает бороться с ожирением и инсулинорезистентностью без существенных побочных эффектов. В опытах на мышах получавших диету, способствующую ожирению, он увеличивал окисление питательных веществ и снижал количество жировой ткани в печени без изменения потребления пищи или снижения мышечной массы тела. В связи с этим он или его аналоги могут оказаться полезны для лечения ожирения и неалкогольной жировой болезни печени
BAM15 является потенциальным геропротектом поскольку улучшает многие ключевые детерминанты здоровья и старения, в том числе: способствует удалению повреждённых митохондрий и образованию новых более здоровых митохондрий, а также ослабляя характерные для пожилого возраста процессы воспаления, связанные с потерей мышечной массы.